# Liste du patrimoine culturel immatériel de l'humanité en Éthiopie
Cet article recense les pratiques inscrites au patrimoine culturel immatériel de l'humanité en Éthiopie. Le patrimoine culturel immatériel est une catégorie organisée par l'Unesco en 2003.

## Statistiques
L'Éthiopie ratifie la convention pour la sauvegarde du patrimoine culturel immatériel le 24 février 2006. La première pratique protégée est inscrite en 2013.
En 2024, l'Éthiopie compte 6 éléments inscrits au patrimoine culturel immatériel, tous sur la liste représentative.

## Listes

### Liste représentative
Les éléments éthiopiens suivants sont inscrits sur la liste représentative du patrimoine culturel immatériel de l'humanité.
| Élément | Type | Subdivision                                        | Année | Lien  | Notes                               | Illus. |
| --- | --- | -------------------------------------------------- | ----- | ----- | ----------------------------------- | ------ |
| La fête de commémoration de la découverte de la Véritable Sainte-Croix du Christ                           | pratiques sociales, rituels et événements festifs                                                                                               |                                                    | 2013  | 00858 |                                     |        |
| Le Fichee-Chambalaalla, festival du Nouvel an des Sidamas                                                  | pratiques sociales, rituels et événements festifs                                                                                               | Région des nations, nationalités et peuples du Sud | 2015  | 01054 |                                     |        |
| Le Gada, système socio-politique démocratique autochtone des Oromo                                         | traditions et expressions orales | Oromia                                             | 2016  | 01164 |                                     |        |
| L'Épiphanie éthiopienne                                                                                    | pratiques sociales, rituels et événements festifs                                                                                               |                                                    | 2019  | 01491 |                                     |        |
| La fête de shuwalid                                                                                        | pratiques sociales, rituels et événements festifs                                                                                               | Harar                                              | 2023  | 01845 |                                     |        |
| Le xeer ciise (so), droit coutumier oral des communautés somali-issa en Éthiopie, à Djibouti et en Somalie | traditions et expressions orales pratiques sociales, rituels et événements festifs connaissances et pratiques concernant la nature et l'univers | Somali                                             | 2024  | 02087 | Partagé avec Djibouti et la Somalie |        |

### Patrimoine immatériel nécessitant une sauvegarde urgente
L'Éthiopie ne compte aucun élément sur la liste du patrimoine immatériel nécessitant une sauvegarde urgente.

### Registre des meilleures pratiques de sauvegarde
L'Éthiopie ne compte aucune pratique listée au registre des meilleures pratiques de sauvegarde.